# Parc des expositions de Prague
Le Parc des expositions de Prague (en tchèque : Výstaviště Praha) est un lieu utilisé pour des expositions, des concerts et autres événements culturels fondé en 1891. Il est situé dans le quartier de Holešovice (Prague 7) près de la station de Métro de la ligne C Nadraží Holešovice. Non loin, on trouve le grand parc de Stromovka et un planétarium, à l'est la Tipsport Arena, siège du club de hockey HC Sparta Prague. Le bâtiment principal est le Palais de l'industrie, on y retrouve aussi la Fontaine lumineuse Křižík, le Lapidarium du Musée National, l'aquarium de Prague, le Théâtre Pyramide et le panorama de la Bataille de Lipany par Luděk Marold (la plus grande fresque de République tchèque). Au Nord du parc des expositions, en bordure du parc de Stromovka, est installée chaque année, au début du printemps, la fête foraine de Prague.

## Palais de l'industrie
Le Palais de l'industrie (tchèque : Průmyslový palác) est un édifice Art nouveau (ou Historiciste), construit par Bedřich Münzberger en 1891. Il est utilisé à des fins d'exposition, mais aussi pour diverses manifestations culturelles. C'est un bâtiment de verre et d'acier, divisé en 3 parties indépendantes, les ailes gauche et droite, et un hall central avec la tour de l'horloge culminant à 51 m de haut. En 2008, le Palais a subi un grave incendie et l'aile gauche a brûlé. Elle est actuellement en cours de rénovation.

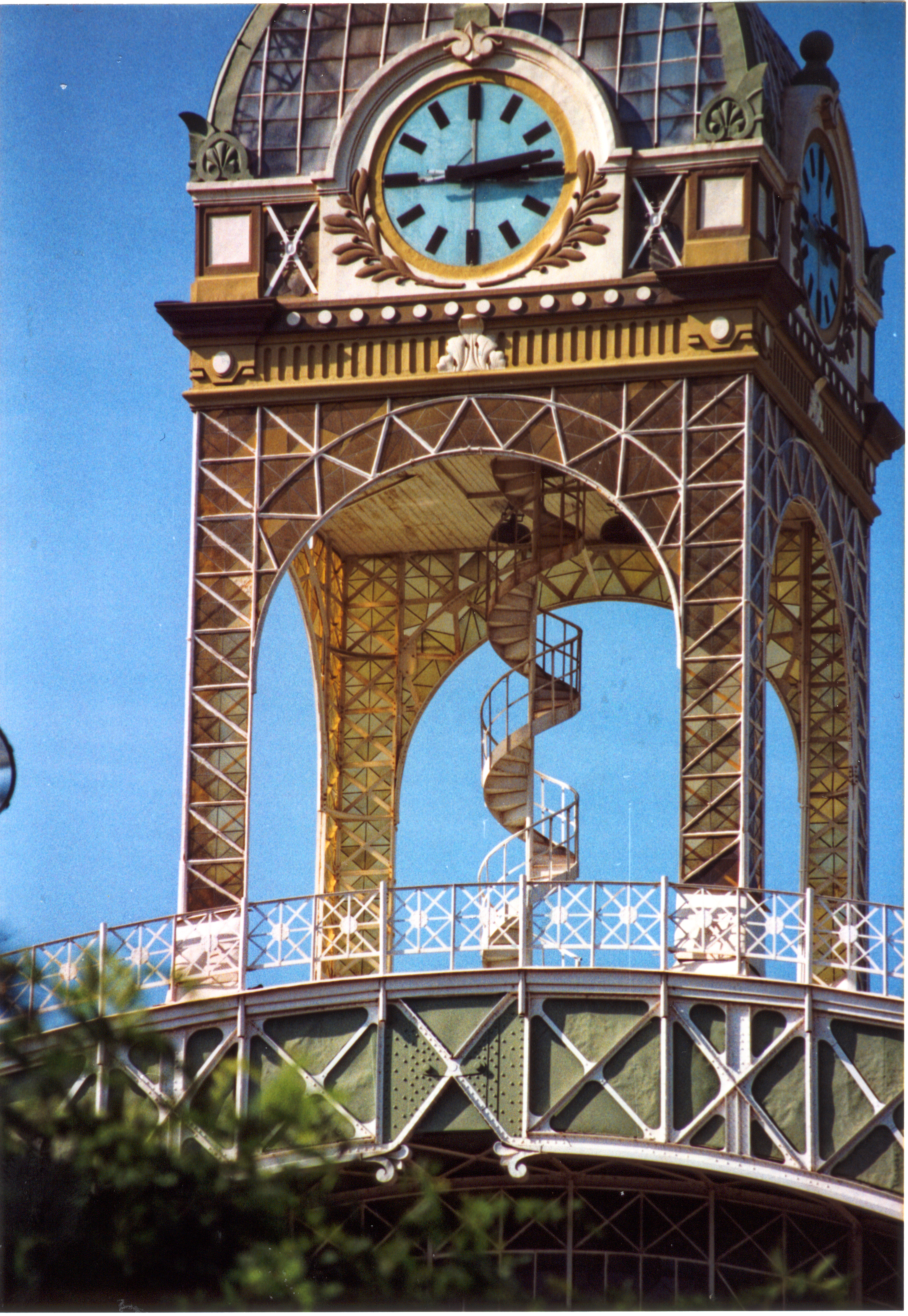
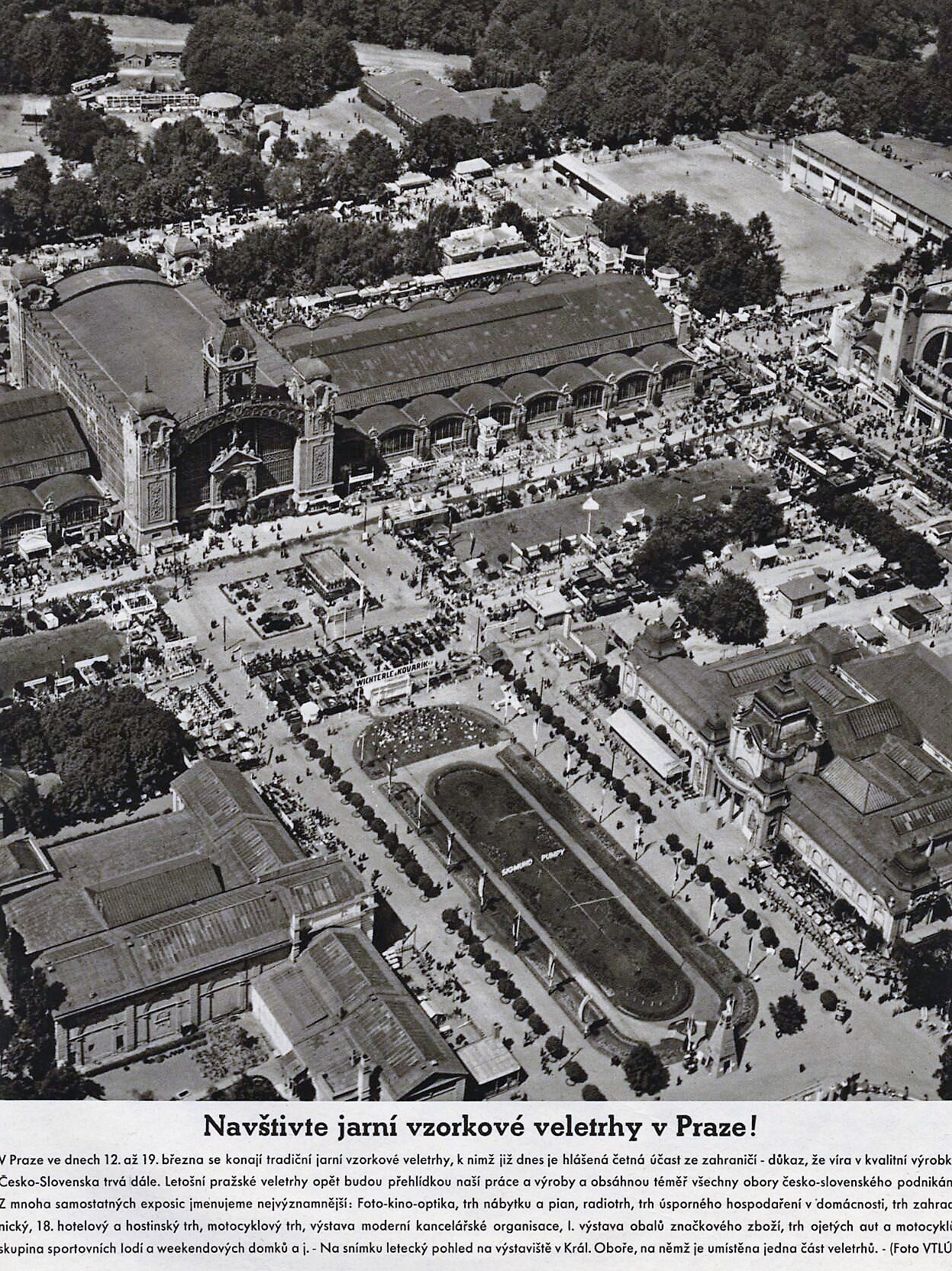
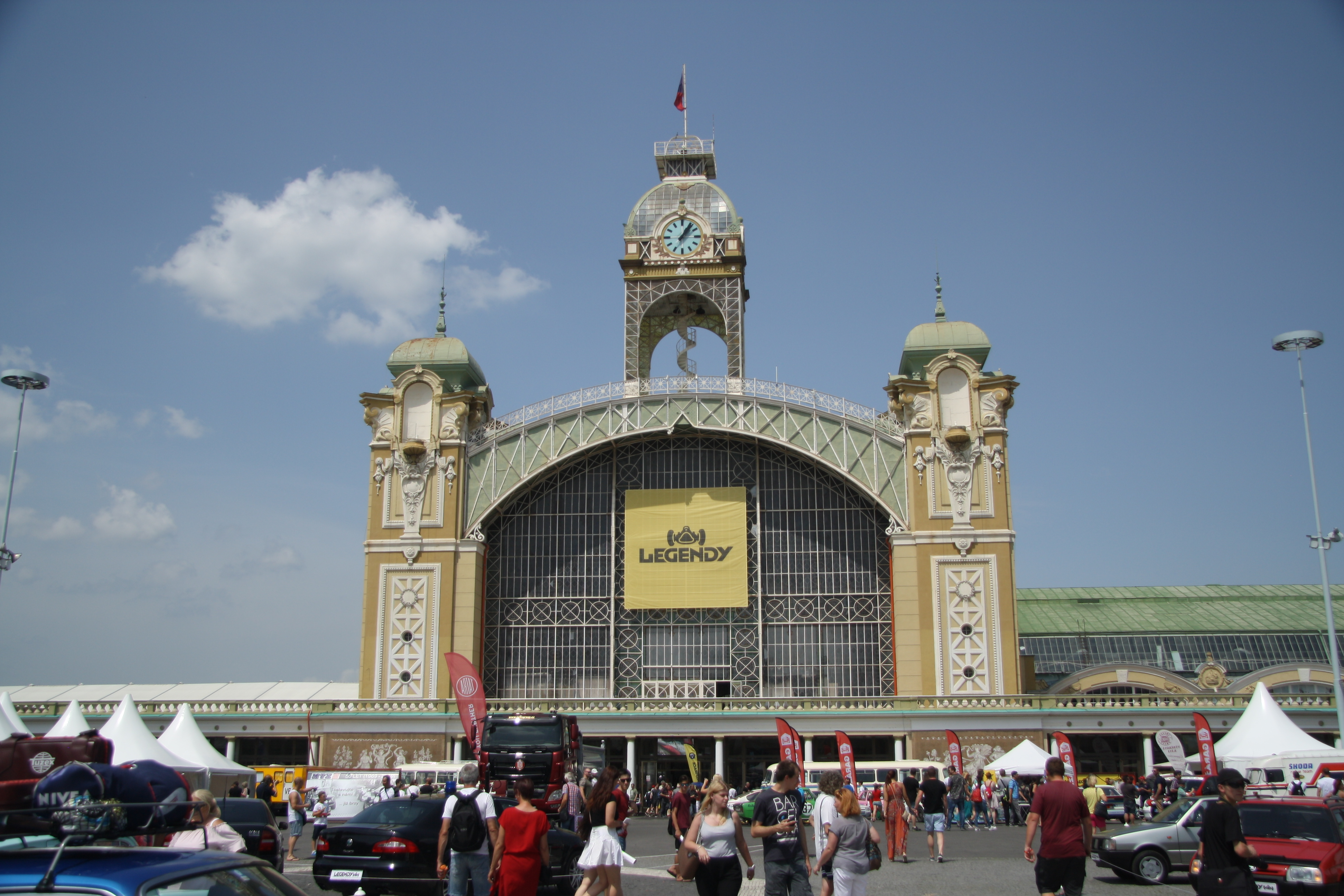
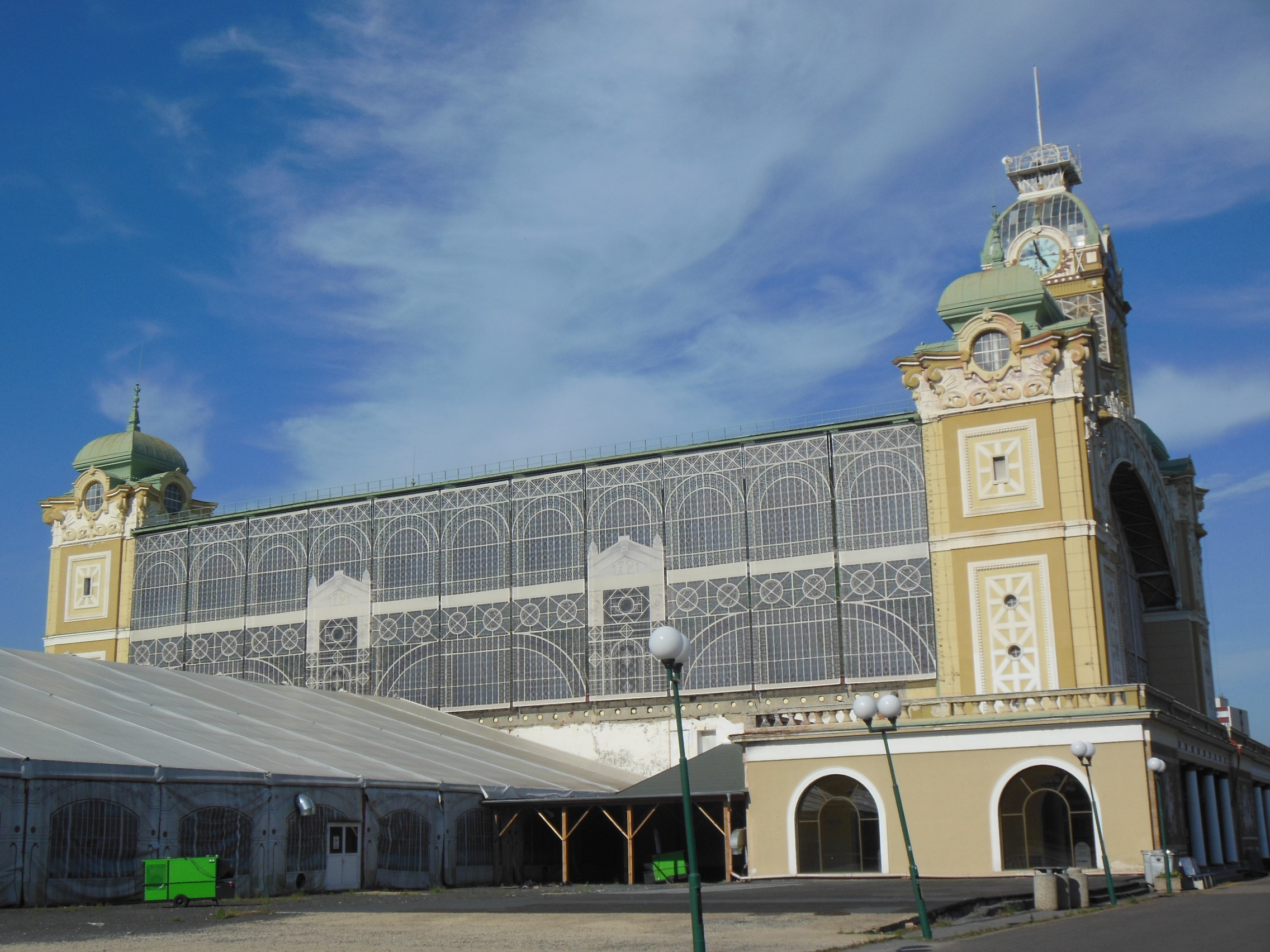
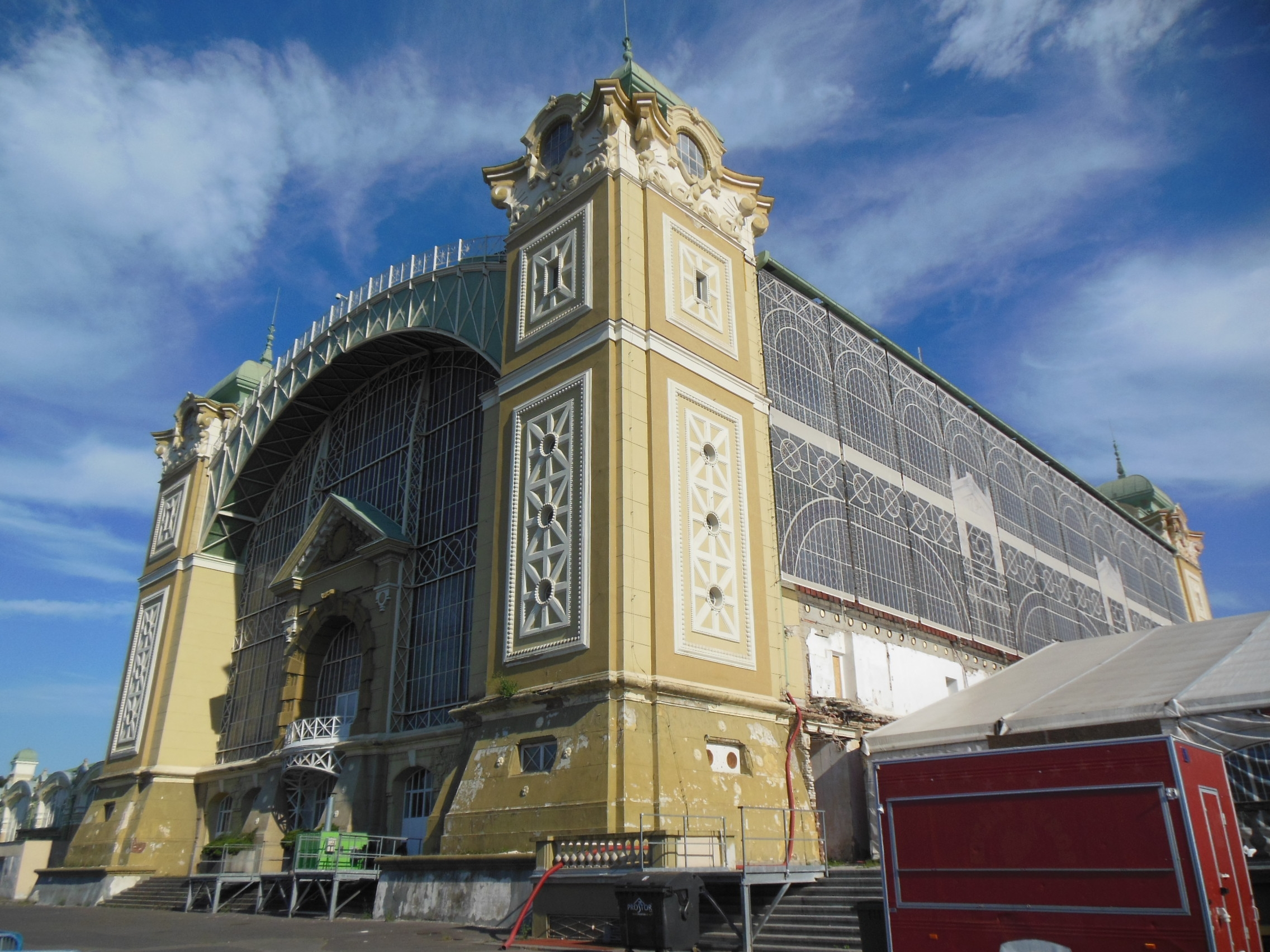

## La fontaine lumineuse Křižík
La fontaine Křižík, ou la fontaine lumineuse Křižík, est une fontaine musicale illuminée qui est utilisée pour des manifestations culturelles. Elle a été construite par František Křižík en 1891 à l'occasion de la Grande Exposition générale de Prague et est devenue une attraction européenne unique en son genre. Démontée, par la suite, la fontaine a été remontée dans les années 1920. Le fond du bassin est équipé de 1300 projecteurs et circuits d'eau multicolores composés de plus de 2 kilomètres de tuyaux avec près de 3 000 jets d'eau. Elle accueille des spectacles de musique classique, pop et d'autres projets artistiques. À l'automne 2017, le fonctionnement de la fontaine a été interrompu pour des travaux de rénovation. Elle est actuellement à nouveau en service.

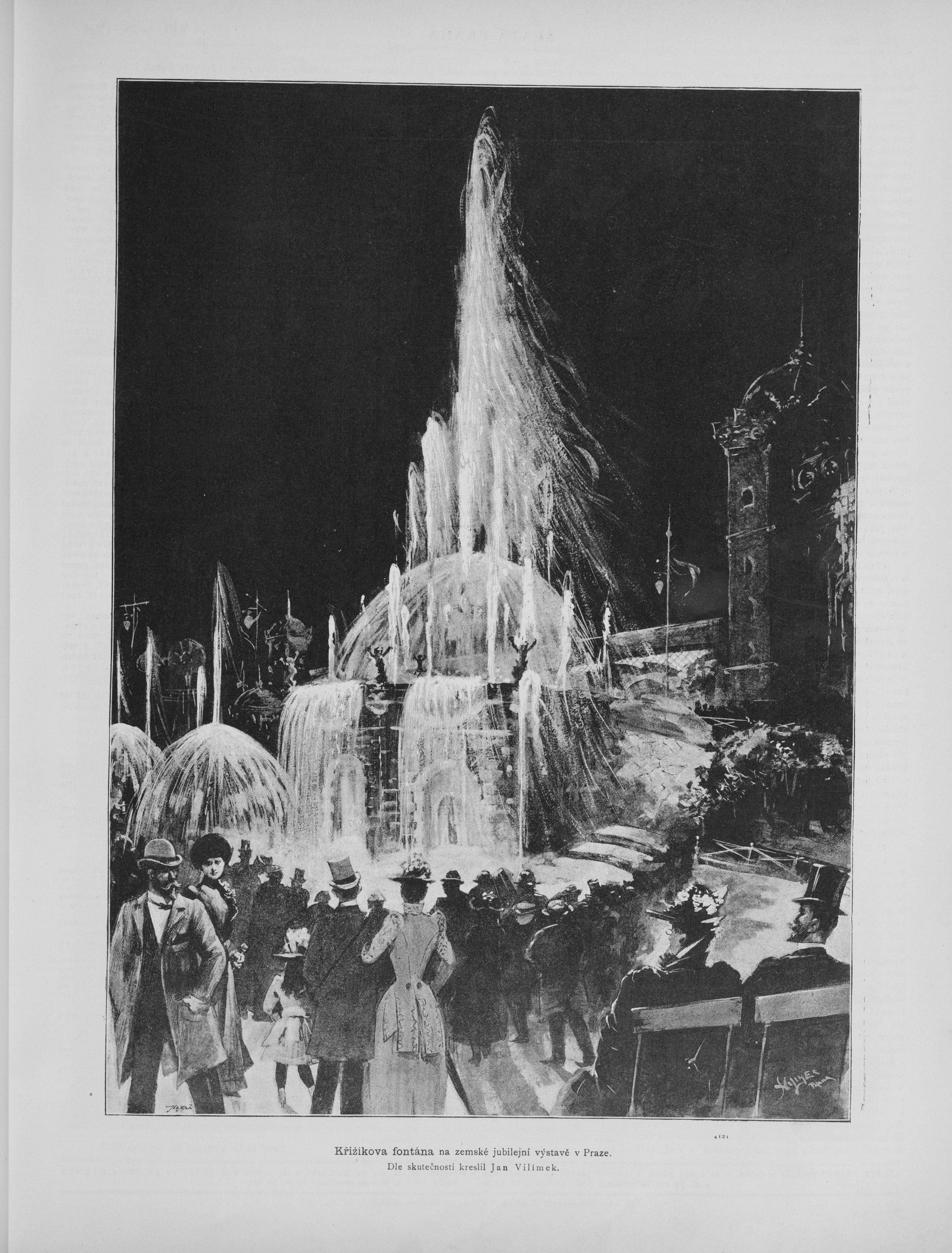
La fontaine Křižík en 1891
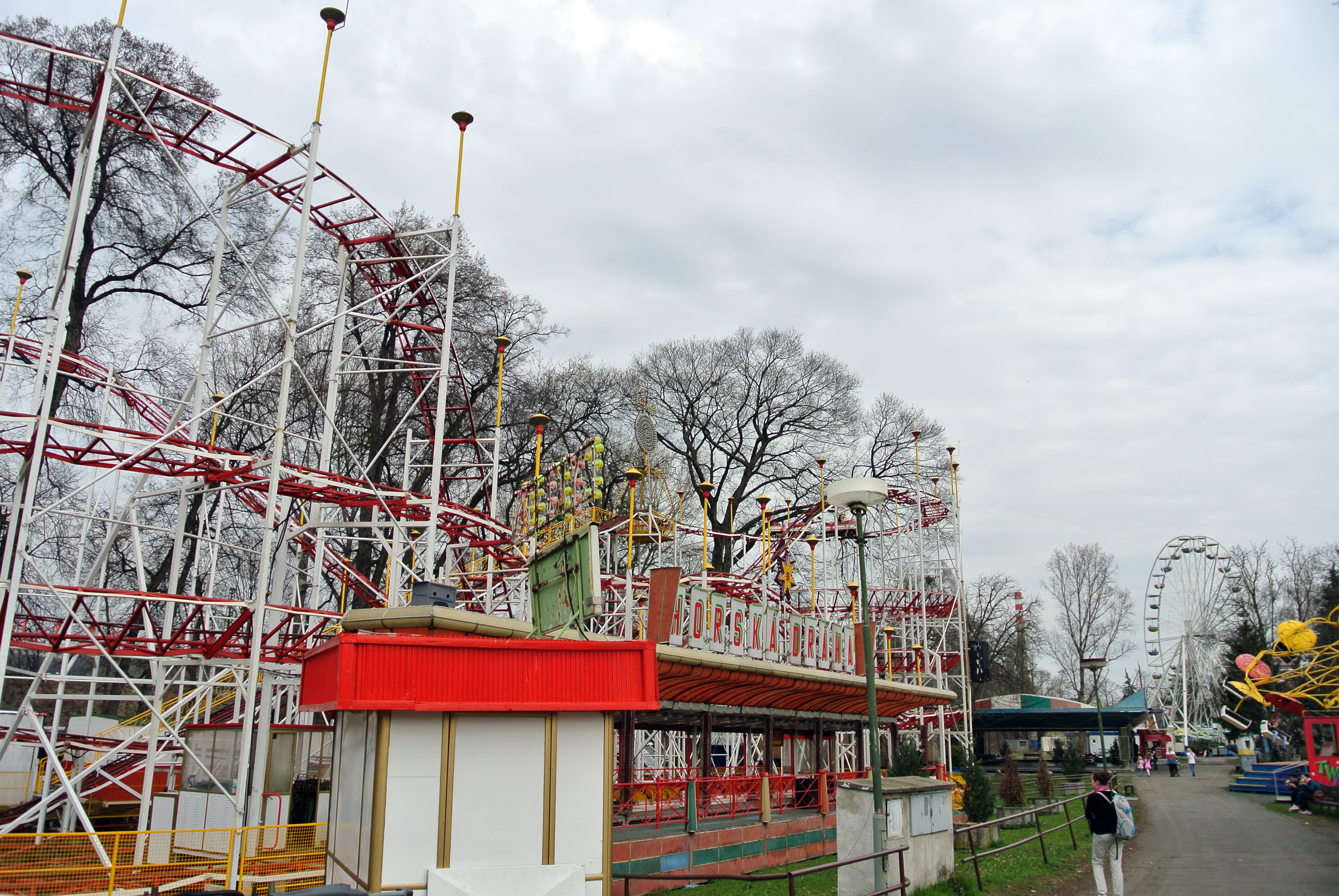
Les montagnes russes de la fête foraine de Prague